# Joanne Dru
Joanne Dru (Logan, Virgínia Ocidental, 31 de janeiro de 1923 - Los Angeles, Califórnia, 10 de setembro de 1996) foi uma atriz norte-americana.

## Vida e carreira
Filha de um farmacêutico, Joanne mudou-se de sua terra natal para Nova Iorque em 1940. Trabalhou como modelo, até ser descoberta por Al Jolson, que a escalou em seu musical Hold Onto Your Hats, na Broadway. A seguir, Joanne seguiu para Hollywood com seu primeiro marido, o cantor Dick Haymes. Estreou nas telas em 1946, na comédia malvista pela crítica Abie's Irish Rose e desapareceu de circulação por mais de um ano. Voltou ao lado de John Wayne nos westerns Red River (1948), de Howard Hawks e She Wore a Yellow Ribbon (1949), de John Ford, ambos sucessos de bilheteria que se tornariam clássicos do gênero. Voltou a trabalhar com Ford em Wagonmaster (1950), também um western, que serviria de base para a série de TV Wagon Train (1957 - 1965).
Joanne acabou rotulada como "atriz de faroestes" e atuou em outros sete até o fim da carreira, entre eles Vengeance Valley (1951), estrelado por Burt Lancaster e The Light in the Forest (1958), uma produção dos estúdios Disney. Com isso, seus filmes fora do gênero ficaram de certa forma ofuscados. Entre eles, destacam-se o drama político triplamente premiado pelo Oscar All the King's Men (1949), de Robert Rossen, onde ela encontrou John Ireland, seu segundo marido,  e Thunder Bay (1953), de Anthony Mann, estrelado por James Stewart, aventura sobre petróleo.
A partir de meados da década de 1950, os papéis no cinema começaram a rarear e Joanne encontrou refúgio na televisão, onde estrelou a sitcom Guestward, Ho! e foi atriz convidada em diversas outras séries. Despediu-se das câmeras no filme Poliziotto Superpiù (1980), produção italiana estrelada por Terence Hill.
Durante quinze anos Joanne lutou contra um câncer de mama, que afinal venceu. Teve três filhos, todos com Dick Haymes:  Richard, Helen e Barbara.  Além de seus casamentos com Haymes e John Ireland, que terminaram em divórcio, uniu-se também a George Rodgers Pierose (1963), falecido em 1972. No mesmo ano, casou-se novamente, agora com C. V. Wood, que também faleceu, em 1992. A própria Joanne deixou este mundo em 1996, aos 73 anos de idade, vitimada por um linfedema.
Apesar de um terço de sua filmografia ser constituída por westerns, ela nunca gostou do gênero: "aqueles vestidões longos, com corpetes apertados, são coisas terríveis de usar", declarou à jornalista Hedda Hopper em entrevista de 1957.

## Filmografia[1]
| Ano  | Nome original                     | Nome PT/BR                   | Nome PT/PT               | Notas                |
| ---- | --------------------------------- | ---------------------------- | ------------------------ | -------------------- |
| 1946 | Abie's Irish Rose                 |                              |                          |                      |
| 1948 | Red River                         | Rio Vermelho                 | O Rio Vermelho           |                      |
| 1949 | She Wore a Yellow Ribbon          | Legião Invencível            | Os Dominadores           |                      |
| 1949 | All the King's Men                | A Grande Ilusão              | A Corrupção do Poder     |                      |
| 1950 | Wagon Master                      | Caravana de Bravos           | A Caravana Perdida       |                      |
| 1950 | 711 Ocean Drive                   | Sindicato do Crime           |                          |                      |
| 1951 | Belvedere Rings the Bell          | O Gênio do Asilo             |                          |                      |
| 1951 | Vengeance Valley                  | O Vale da Vingança           | Ousadia                  | BR: ou Ousadia       |
| 1952 | The Pride of St. Louis            | O Homem do Dia               |                          |                      |
| 1952 | Return of the Texan               | Fugindo do Passado           | Fugindo ao Passado       |                      |
| 1952 | My Pal Gus                        | Companheiro Querido          |                          |                      |
| 1953 | Thunder Bay                       | Borrasca                     | A Baía das Tormentas     |                      |
| 1953 | Forbidden                         | Lábios Que Mentem            |                          |                      |
| 1953 | Hannah Lee, an American Primitive |                              |                          |                      |
| 1954 | Siege at Red River                | Corações Divididos           |                          |                      |
| 1954 | Southwest Passage                 | Areias do Inferno            |                          |                      |
| 1954 | Duffy of San Quentin              | Ódio Entre as Grades         |                          |                      |
| 1954 | Three Ring Circus                 | O Rei do Circo               | O Rei do Circo           |                      |
| 1954 | Day of Triumph                    |                              |                          |                      |
| 1955 | The Dark Avenger                  | O Príncipe Negro             | O Príncipe Negro         | USA: ou The Warriors |
| 1955 | Hell on Frisco Bay                | Horas Sombrias               | Inferno em São Francisco |                      |
| 1955 | Sincerely Yours                   | O Semeador de Felicidade     |                          |                      |
| 1957 | Drango                            | Drango                       |                          |                      |
| 1958 | The Light in the Forest           | Não Renego o Meu Sangue      |                          |                      |
| 1959 | The Wild and the Innocent         | Antro de Desalmados          |                          |                      |
| 1960 | September Storm                   | O Tesouro Submarino          |                          |                      |
| 1965 | Sylvia                            | Sylvia                       |                          |                      |
| 1980 | Poliziotto superpiù               | Supersnooper, Um Tira Genial | O Super Polícia          |                      |